# Scyphax setiger
Scyphax setiger là một loài chân đều trong họ Scyphacidae. Loài này được Budde-Lund miêu tả khoa học năm 1885.